# Ovularia decipiens
Ovularia decipiens är en svampart som beskrevs av Sacc. 1882. Ovularia decipiens ingår i släktet Ovularia och familjen Mycosphaerellaceae.   Inga underarter finns listade i Catalogue of Life.